# 埼玉県道116号八潮三郷線

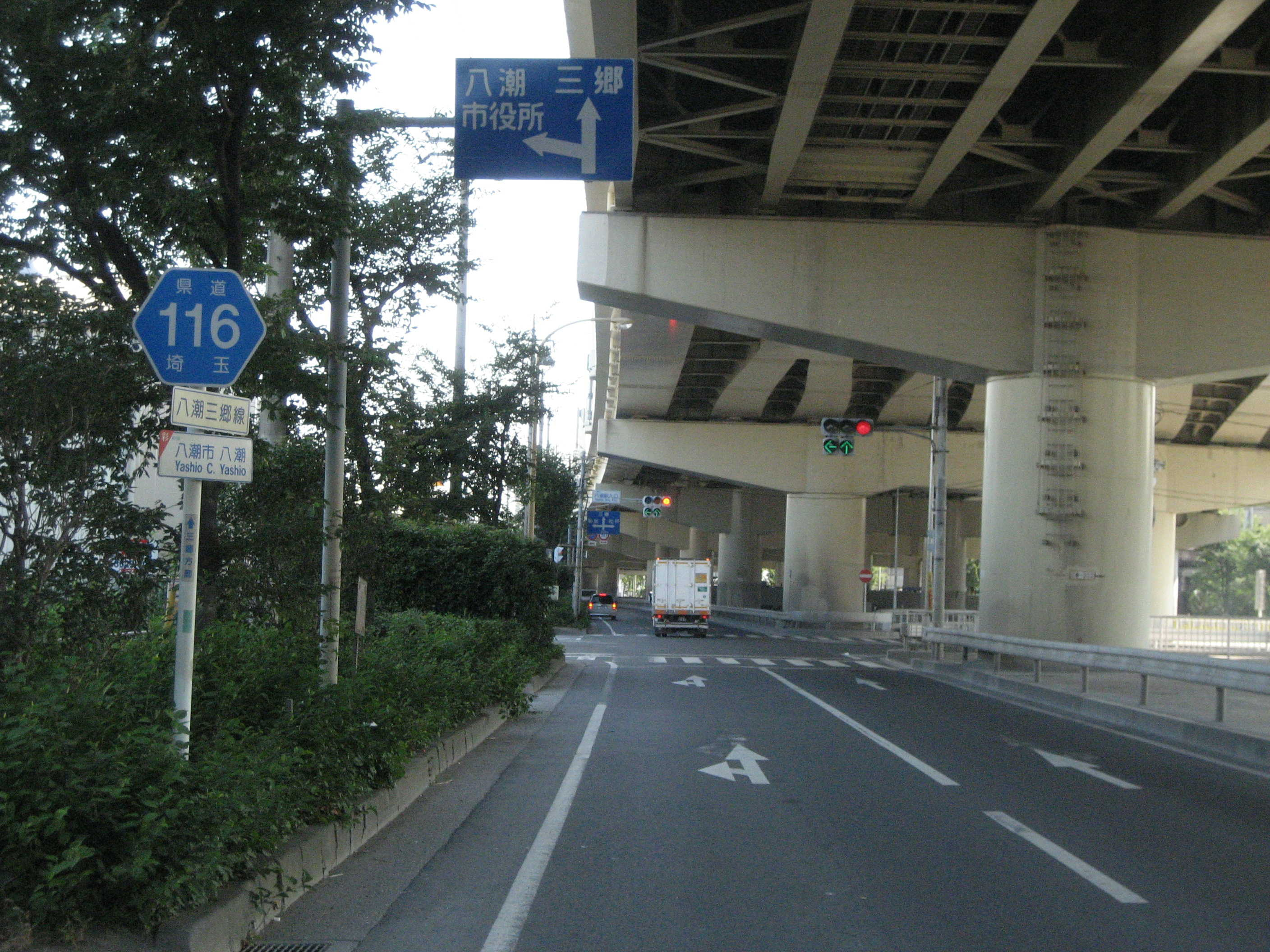
八潮駅入口交差点付近

埼玉県道116号八潮三郷線（さいたまけんどう116ごう やしおみさとせん）は、埼玉県八潮市から同県三郷市に至る、総延長6,354mの一般県道。

## 概要
全線が首都高速6号三郷線（埼玉県道243号高速足立三郷線）の高架橋に沿っている。木曽根西交差点付近以南は片側2車線、以北が片側1車線。

## 起点・終点
- 起点：埼玉県八潮市浮塚（浮塚交差点）
- 終点：埼玉県三郷市番匠免（国道298号交点）

## 地理

### 通過する自治体
- 埼玉県
  - 三郷市
  - 八潮市

### 接続している道路
| 交差する道路                                          | 交差する道路                   | 交差点名         | 交差点名 | 交差点名 | 最高速度 (km/h) |
| ----------------------------------------------------- | ------------------------------ | ---------------- | -------- | -------- | --------------- |
| 埼玉県道102号平方東京線                               | 埼玉県道102号平方東京線        | 浮塚             | 埼玉県   | 八潮市   | 40              |
| 埼玉県道102号平方東京線                               | 埼玉県道102号平方東京線        | 大曽根南         | 埼玉県   | 八潮市   | 50              |
| 埼玉県道102号平方東京線 埼玉県道115号越谷八潮線(重複) |                                | 八潮南ランプ入口 | 埼玉県   | 八潮市   | 50              |
| 首都高速6号三郷線                                     | 首都高速6号三郷線              | 八潮南出入口     | 埼玉県   | 八潮市   | 50              |
| （青葉通り）                                          |                                | 大原             | 埼玉県   | 八潮市   | 50              |
| （市役所通り）                                        |                                | 八潮駅入口       | 埼玉県   | 八潮市   | 50              |
| 埼玉県道54号松戸草加線                                | 埼玉県道54号松戸草加線         | 大瀬北           | 埼玉県   | 八潮市   | 50              |
| 首都高速6号三郷線                                     | 首都高速6号三郷線              | 八潮出入口       | 埼玉県   | 八潮市   | 50              |
|                                                       |                                | 木曽根西         | 埼玉県   | 八潮市   | 40              |
| 埼玉県道54号松戸草加線バイパス                        | 埼玉県道54号松戸草加線バイパス | 木曽根           | 埼玉県   | 八潮市   | 40              |
|                                                       | (潮止通り)                     | 共和橋西詰       | 埼玉県   | 八潮市   | 40              |
| 埼玉県道67号葛飾吉川松伏線                            | 埼玉県道67号葛飾吉川松伏線     | 共和橋下         | 埼玉県   | 三郷市   | 40              |
| (二郷半用水通り)                                      | (二郷半用水通り)               | 彦沢             | 埼玉県   | 三郷市   | 40              |
| 国道298号                                             |                                |                  | 埼玉県   | 三郷市   | 40              |

### 交差する主な河川
- 葛西用水（葛西橋（八潮市））
- 中川（共和橋（八潮市・三郷市））
- 二郷半領用水（三郷市）

### 周辺の施設
| 施設                 | 所在地 |
| -------------------- | ------ |
| 八潮市立大曽根小学校 | 八潮市 |
| 八潮市立大原中学校   | 八潮市 |
| 八潮駅               | 八潮市 |
| 八潮パーキングエリア | 八潮市 |
| ピアラシティ         | 三郷市 |

## ギャラリー

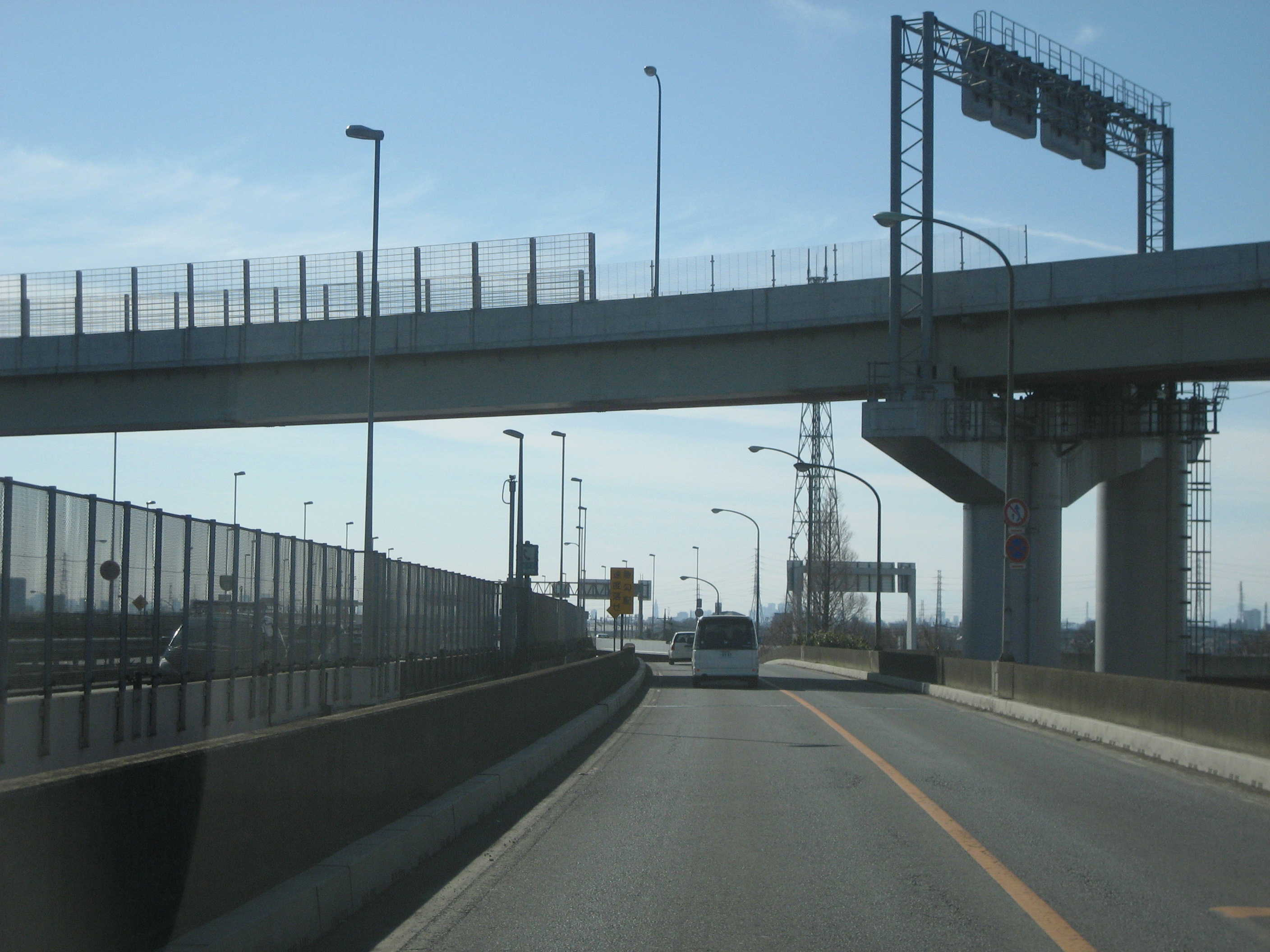
三郷JCT付近
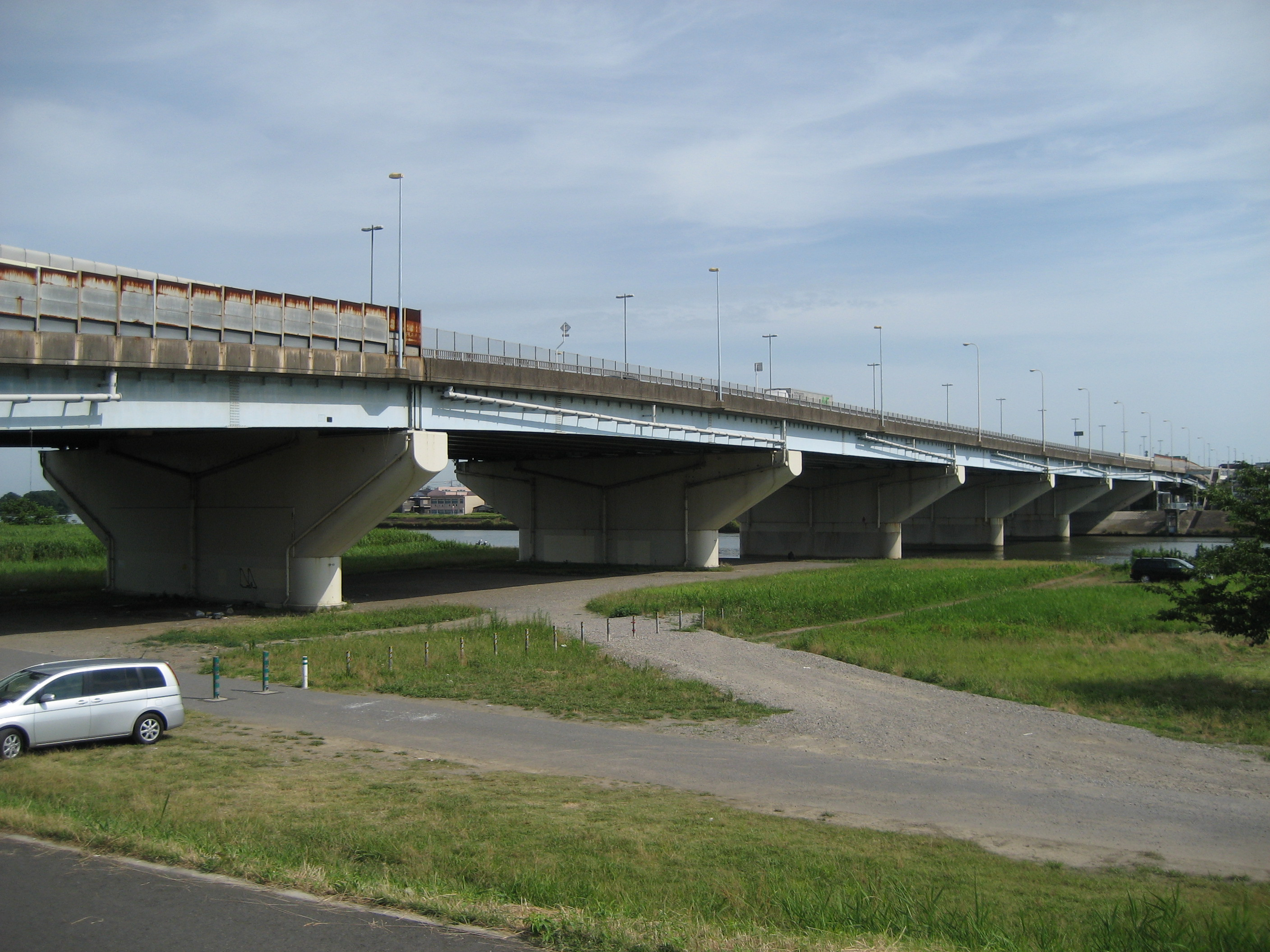
共和橋（橋の中央は首都高速6号三郷線）
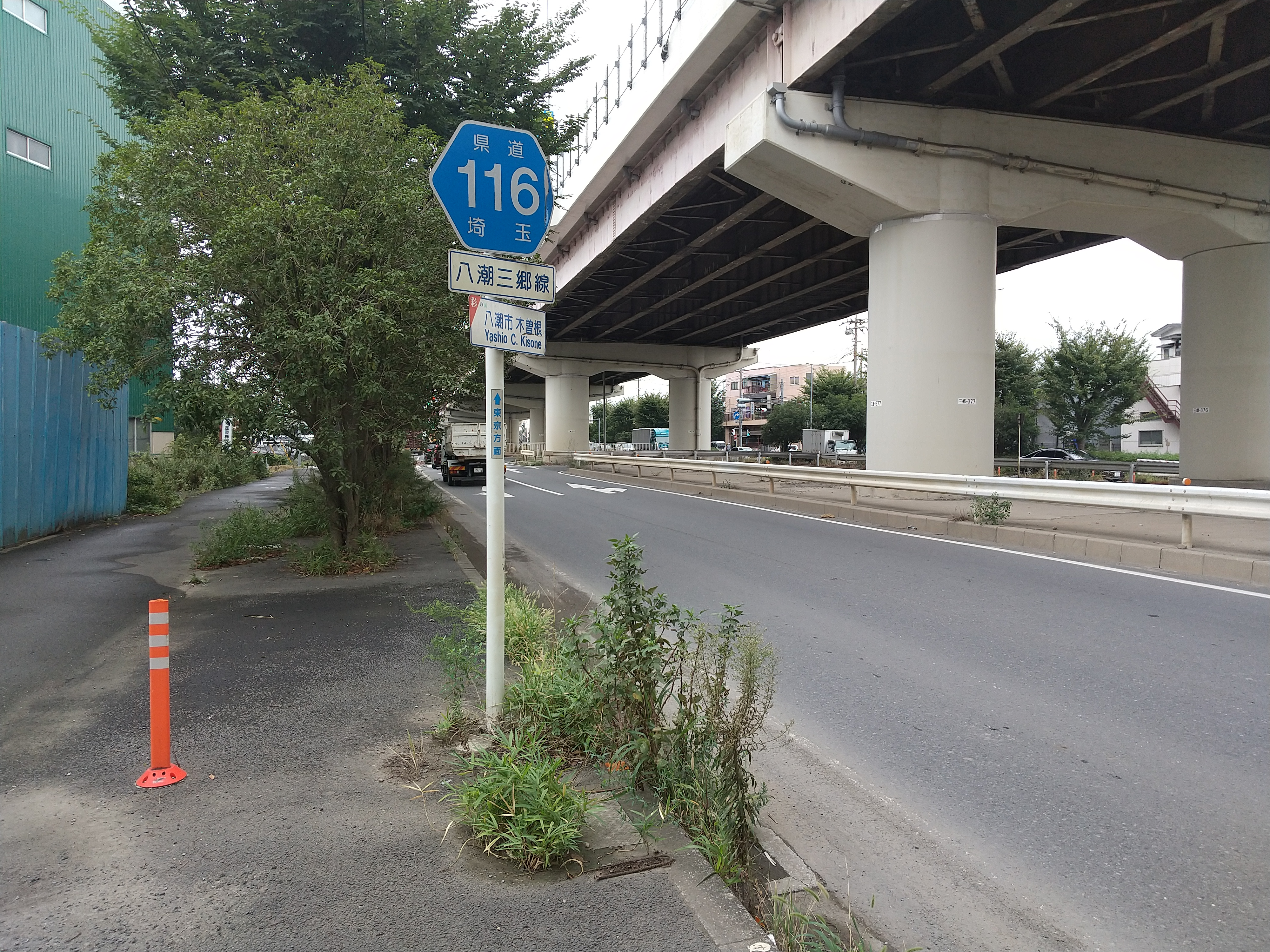
八潮市木曽根付近